# 二碲化锰
二碲化锰是一种无机化合物，化学式为MnTe2。

## 制备
二碲化锰可以由化学计量比的单质直接化合得到：
Mn + 2 Te → MnTe2

## 结构
二碲化锰中的锰的氧化价为+2，碲则是以二聚阴离子(Te22-)的形式存在。